# أرنب برازيلي
الأرنب البرازيلي أو أرنب البرازيلي قطني الذيل (الإسم العلمي:Sylvilagus brasiliensis)، هو نوع من الثدييات يتبع فصيلة الأرانب ضمن رتبة الأرنبيات. يتبع هذا النوع جنس أرانب قطنية الذيل، يستوطن البلدان من جنوب المكسيك حتى شمال الأرجنتين.